# Powiat Detva
Powiat Detva (słow. Okres Detva) – słowacka jednostka podziału administracyjnego znajdująca się w kraju bańskobystrzyckim. Powiat Detva zamieszkiwany jest przez 33 426 obywateli (1 stycznia 2003) i zajmuje obszar 475 km². Średnia gęstość zaludnienia wynosi 70,37 osób na km².

## Stosunki etniczne
- Słowacy – 97,4%
- Romowie – 1,0%
- Czesi – 0,5%

### Stosunki wyznaniowe
- katolicy – 83,1%
- luteranie – 4,6%